# اوسترووو (ولیکو گرادیشته)
اوسترووو (به صربی: Ostrovo) یک منطقهٔ مسکونی در صربستان است که در ولیکو گردیشت واقع شده‌است. اوسترووو ۳۰۰ نفر جمعیت دارد.